# بژوزوگای
بژوزوگای (به لهستانی:  Brzozogaj) یک روستا در لهستان است که در گمینا کوتسکو واقع شده‌است. بژوزوگای ۱۰۰ نفر جمعیت دارد.